# Petr Johana
Petr Johana (Most, 11 gennaio 1976) è un ex calciatore ceco, difensore.

## Palmarès

### Club

#### Competizioni nazionali
- Coppa della Repubblica Ceca: 1

Mladá Boleslav: 2010-2011